# BBC Sport
BBC Sport er en afdeling i BBC North-divisionen indenfor den britiske medievirksomhed BBC. BBC Sport leverer dækning af sportsbegivenheder til BBC Television, radio og online. BBC er indehaver at rettighederne til at transmittere sportsbegivenheder til tv og radio m.v. inden for en lang række sportsgrene, ligesom BBC Sports producerer en række magasin-programmer, herunder Match of the Day, Test Match Special, Ski Sunday, Today at Wimbledon m.v. Resultater, analyser og dækning af begivenhederne lægges på BBC Sports website.